# Koritno (gmina Majšperk)
Koritno – wieś w Słowenii, w gminie Majšperk. W 2018 roku liczyła 71 mieszkańców.